# 랠프 우즈

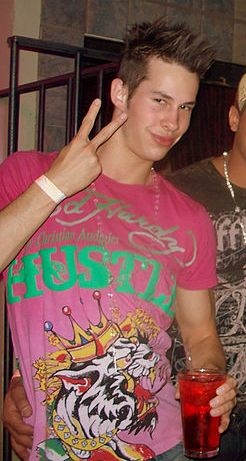
랠프 우즈

랠프 우즈(Ralph Woods, 1986년 5월 2일 ~ )는 캐나다의 포르노 배우이다.